# Библиотека Суёнгу
Библиотека района Суён города-метрополиса Пусан (кор. 부산광역시 수영구 도서관 Пусан кванъёкси Суёнгу тосогван), сокращенно Библиотека района Суён (кор. 수영구 도서관 Суёнгу тосогван) — муниципальная библиотека, расположена в Намчхон-доне района Суёнгу города-метрополии Пусан, Республика Корея. Открыта в 2002 году.